# De waternimf
De waternimf is een sprookje uit Kinder- und Hausmärchen, de verzameling van de gebroeders Grimm, met als nummer KHM79. De oorspronkelijke naam is Die Wassernixe.

## Het verhaal
Een broer en zusje spelen bij een bron en ze vallen beide in het water. Een waternimf zegt: nu moeten jullie braaf voor mij gaan werken. Het meisje krijgt lelijk vlas om te spinnen en ze moet water in een hol vat scheppen. De jongen moet met een botte bijl een boom omhakken en ze krijgen enkel harde meelballen te eten. De kinderen wachten tot de nimf op een zondag in de kerk zit en dan vluchten ze.
Het meisje gooit een borstel als ze ziet dat de nimf hen achtervolgt. Met grote moeite klimt de nimf daar overheen en dan gooit de jongen zijn kam. De kam verandert in een enorme kammenberg met duizenden tanden, maar toch klimt de nimf eroverheen. Het meisje gooit dan een spiegel en die is te glad, daar kan de nimf niet overheen klimmen. De nimf gaat naar huis om een bijl te halen en hakt de spiegelberg kapot. Maar dan zijn de kinderen al lang weer verdwenen en de waternimf gaat terug naar de bron.

## Achtergronden bij het verhaal
- Het sprookje komt uit Hanau
- Vergelijk Vrouw Holle (KHM24) en Vrijer Roland (KHM56).
- Een waternimf wordt ook wel watergeest genoemd, zie ook Nixe en geest. Denk ook aan de zeemeermin of sirene (halfgodin).
- Het is een "Schreckmärchen. Net als De wolf en de zeven geitjes (KHM5), Roodkapje (KHM26) en De duivel met de drie gouden haren (KHM29) is dit een sprookje waarin kinderen gewaarschuwd worden voor gevaar.
- Het gooien van voorwerpen die later hindernissen worden, komt ook voor in De twee koningskinderen (KHM113).
- Driemaal een gedaanteverwisseling op de vlucht, komt ook voor in Vondevogel (KHM51), Vrijer Roland (KHM56) en De stukgedanste schoentjes (KHM133).
- Broer en zus staan voor het mannelijke (handelende, verstandige) en vrouwelijke (gevoelsmatige, intuïtieve) in de mens, de anima en animus (ziel en geest). Zie ook Broertje en zusje (KHM11).
- Het sprookje heeft overeenkomsten met De waternimf in de vijver (KHM181).
- Het gooien met drie toverdingen komt ook voor in Baas boven Baas uit Suriname.
- In De Didibri-Draken wordt met obia-middelen gegooid.